# The Citadel (militaire academie)

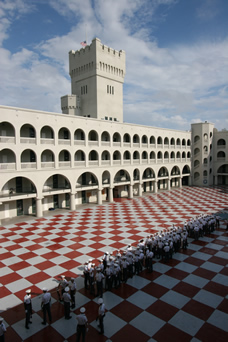
In de Padgett Thomas Barracks, deel van The Citadel

The Citadel, The Military College of South Carolina, is een militaire academie in Charleston (South Carolina), Verenigde Staten. The Citadel is een van de zes senior military colleges in de V.S.

## Geschiedenis
In 1842 richtte de staat South Carolina de South Carolina Military Academy op, destijds met de bedoeling jongemannen op te leiden met de bedoeling de stad Charleston te beschermen bij een eventuele slavenopstand.